# Hugo Schubert

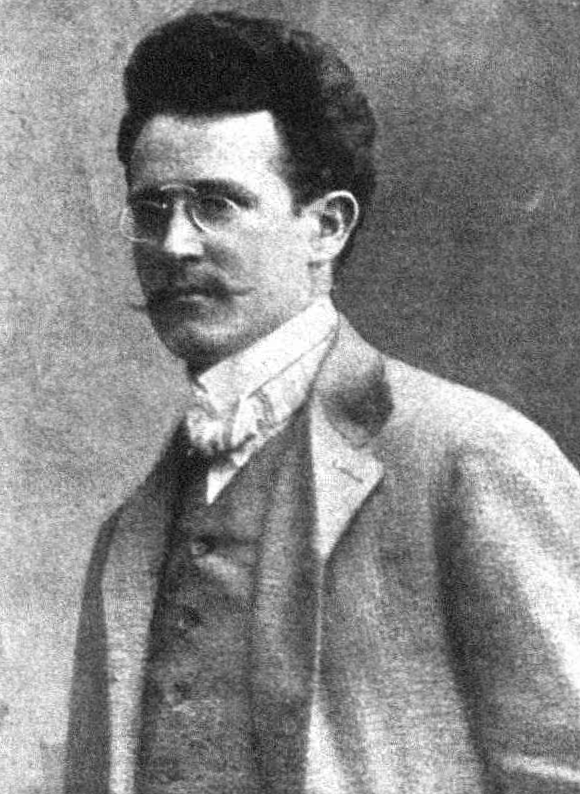
Hugo Schubert, um 1910

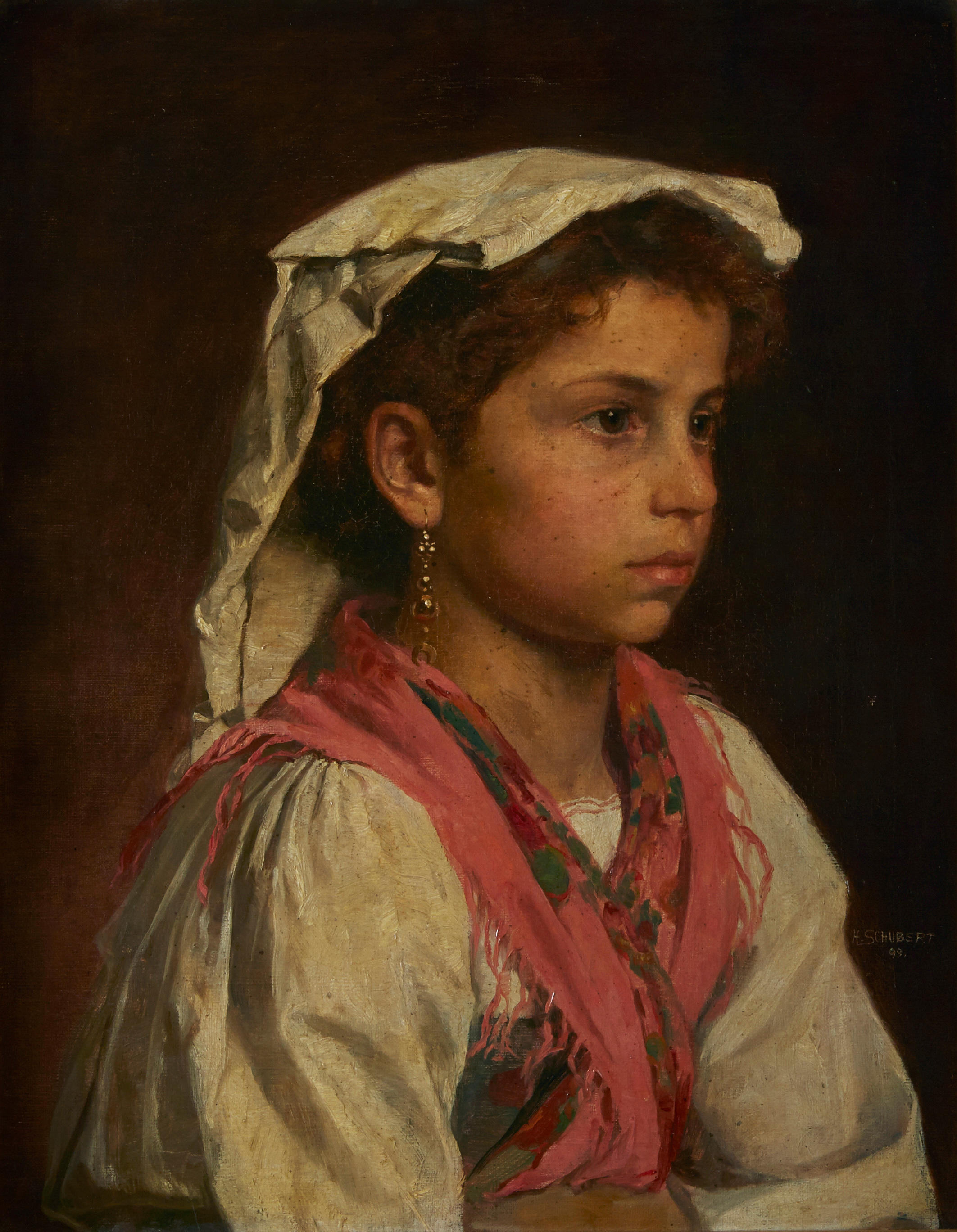
Junges italienisches Mädchen

Hugo Schubert (* 13. Oktober 1874 in Wien; † 19. Oktober 1913 ebenda) war ein österreichischer Porträt- und Genremaler sowie Radierer und Illustrator.

## Leben
Schubert erhielt den ersten Malunterricht bei seinem Vater, dem Maler und Illustrator August Anton Schubert (1853–1937). Von 1889 bis 1892 studierte er an der Graphischen Lehr- und Versuchsanstalt, danach an der Akademie der bildenden Künste Wien bei Siegmund L’Allemand, Franz Rumpler und William Unger. Die Jahre 1902 und 1903 verbrachte er in Italien, danach war er in Wien als freischaffender Künstler tätig. 1910 wurde er Mitglied des Albrecht-Dürer-Vereins. Als er 1913 von einer Studienfahrt heimkehrte, erkrankte er und verstarb wenige Tage später.
Werke (Auswahl)
- Bildnis seines Vaters
- Bild eines jungen Mädchens in Weiß
- Die Näherin
- Alte Frau beim Kirchgang
- Vor dem Ausgang